# Лиманский сельский совет (Харьковская область)
Лима́нский сельский совет — входил до 2020 года в состав Змиёвского района Харьковской области Украины.
Административный центр сельского совета находился в пгт Лиман.

## История
- 1920 год — дата образования данного сельского Совета (крестьянских) депутатов трудящихся на территории … волости в составе Змиевского уезда Харьковской губернии Украинской Советской Социалистической Республики.
- С марта 1923 года — в составе Змиевского(?) района Харьковского округа, с февраля 1932 года — Харьковской области УССР.
- После 17 июля 2020 года в рамках административно-территориальной реформы по новому делению Харьковской области[2][3] сельсовет, как и весь Змиевской район Харьковской области, был ликвидирован; входящие совет населённые пункты и его территории были присоединены к ... территориальной общине Чугуевского района области.
- Сельсовет просуществовал 100 лет.

## Населённые пункты совета
- пгт Лима́н